# Bohai Bank Tower
La Bohai Bank Tower est un gratte-ciel de 270 mètres pour 55 étages construit en 2015 à Tianjin en Chine.